# Fámjinsstein

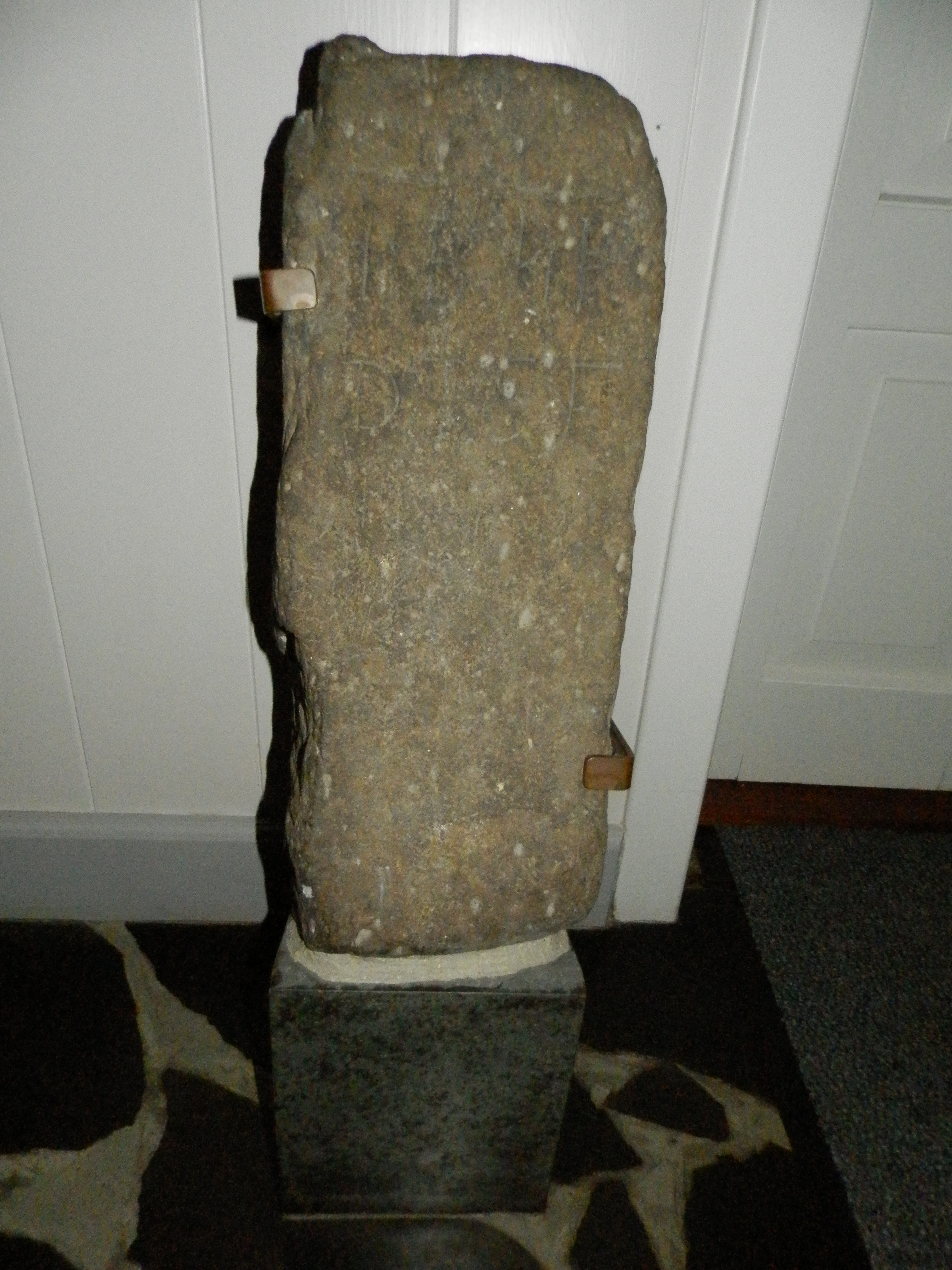
Der Fámjinsstein

Der Fámjinsstein (färöisch: Fámjinssteinurin) ist ein Runenstein, der in der Kirche zu Fámjin auf den Färöern steht.
Der Fámjinsstein ist der dritte und jüngste der Runensteine, die auf den Färöern gefunden wurden (vgl. Kirkjubøstein und Sandavágsstein). Es handelt sich um einen Grabstein, und die Runeninschrift ist in lateinischer Schrift wiederholt. Der Stein ist von geringem linguistischen Interesse für die färöische Sprachforschung, da er wenige Runenzeichen enthält, umso interessanter ist sein Entstehungsdatum im 16. Jahrhundert nach der Reformation auf den Färöern (1538). Der Fámjinsstein belegt also die Verwendung der Runenschrift auf den Färöern sogar noch in nachkatholischer Zeit.